# Bryum harriotii
Bryum harriotii là một loài Rêu trong họ Bryaceae. Loài này được R. Br. bis mô tả khoa học đầu tiên năm 1899.